# Seidenfadeniella rosea
Seidenfadeniella rosea är en orkidéart som först beskrevs av Robert Wight, och fick sitt nu gällande namn av C.Sathish Kumar. Seidenfadeniella rosea ingår i släktet Seidenfadeniella och familjen orkidéer. Inga underarter finns listade i Catalogue of Life.